# 김광섭 (외교관)
김광섭(金光燮, 1952년 1월 15일~)은 조선민주주의인민공화국의 외교관이다. 김일성종합대학 경제학부 졸업 이후 1977년 12월에 사회주의로동청년동맹 부위원장, 1979년 4월에 체코슬로바키아 국제학생연합 부교수, 1982년 4월에 조선로동당 대외연락부 부장, 1984년 12월에 주체코슬로바키아 대사, 1990년에 중앙유럽, 동유럽의 광역 대사를 맡았으며, 1993년부터 주오스트리아 대사에 부임했다.